# 7:3
7:3 är en svensk teaterpjäs från 1999, skriven av Lars Norén och uppsatt av Riksteatern. Pjäsen spelades mellan 6 februari och 27 maj 1999. Namnet 7:3 kommer från paragrafen om långtidsdömda fångar som är benägna att rymma. Det som åsyftas är 7 § tredje stycket lagen (1974:203) om kriminalvård i anstalt ("kriminalvårdslagen"). Lagen har idag ersatts av fängelselagen. Att hänvisa till 7:3 betyder på vedertaget juridiskt sätt egentligen 7 kap 3 §, inte 7 § 3 stycket.
Pjäsen blev mycket omdebatterad då grovt kriminella personer med öppet nazistiska åsikter, som exempelvis Tony Olsson, medverkade och på scen framförde repliker med ett innehåll som överensstämde med deras egna åsikter. Pjäsen blev också känd genom att Tony Olsson, som varit på permission från fängelset för att delta i repetitionerna, dagen efter sista föreställningen avvek från en orelaterad permission och deltog i ett bankrån i Kisa, efter vilket två polismän sköts till döds.

## Bakgrund och produktion
År 1998 skickade fångarna Tony Olsson, Mats Nilsson och Carl Thunberg, samtliga interner på Tidaholmsanstalten och dömda för grov brottslighet, ett brev till Lars Norén (vid tidpunkten chef för Riks Drama) om att de ville spela en pjäs. På Tidaholmsanstalten fanns då en studieavdelning för långtidsdömda där de leddes i en studiecirkel i dramatik. Från början var de fyra interner men en hade hoppat av.
Brevet skrevs av Militärligans Carl Thunberg (som tidigare hade författat Militärligans kravbrev till staten under ligans rånperiod) och innehöll bland annat följande text till Norén:
”Vem vet, det kanske skulle kunna ge även dig ett och annat uppslag inför framtida teaterprojekt för din egen del. Kanske till och med en eller annan insikt i vad som lurar i det mänskliga psyket bortom den röda gränsen av lagliga tillbud, allmänt vedertagna konventioner och moraliska betänkligheter. Om du vill är du inte bara inbjuden utan varmt välkommen till lagens och moralens smala skärningspunkt.”
Norén blev intresserad. Med producenten Isa Stenberg besökte han fångarna på anstalten och tillsammans började de skissa och planera för teaterprojektet.
Under övningarna och produktionen på anstalten, som filmdokumenterades och blev till en uppmärksammad dokumentär på SVT flera år senare, var stämningen mellan kulturpersonerna och de tre grova brottslingarna (vissa med låg impulskontroll och nära till våld) delvis hotfull och aggressiv.
Tony Olsson och Mats Nilsson var nynazister dömda för grova våldsbrott, och bildade en ny militant hemlig nationalsocialistisk organisation, troligen i fängelset. Carl Thunberg, ledare för Militärligan, var grov bankrånare men inte nazist, och han hördes ej under Olssons och Nilssons nazistiska utspel och konfrontationer under övningarna. 
Konfrontationerna bestod av exempelvis en omnämnd händelse då Nilsson i en politisk diskussion kastade en stol i väggen och vrålade åt de inbjudna teaterskaparna: "Hur fan kan man rösta på vänstern, när det sker barnvåldtäkter och pedofili? Detta samhälle förtjänar en neutronbomb om inte folket vill ha ändring". Liknande utspel skedde flera gånger och den sortens prat, samt grovt antisemitiska meningar, skrevs in i manuset av fångarna och kom så med i pjäsens scener i uppträdandena.
Olsson och Nilsson ville i början inte att deras åsikter skulle få någon stor plats i pjäsen, men Norén ville det. 
Under tiden som projektet och repetitionerna pågick hade Olsson och Nilsson brevkontakt med den i media omskrivna legosoldaten, tillika nynazisten, Jackie Arklöv samt kontakt med nynazisten Andreas Axelsson som blev deras chaufför och en åldersblandad grupp övriga nazister. Deras plan var att råna banker för att finansiera sin nybildade organisations mål, vilka var raskrig och ett framtida maktövertagande för att göra Sverige nationalsocialistiskt.
På permissionerna, som fångarna i pjäsen fick allt oftare av Kriminalvården för att uppträda, resa till alla visningar och jobba med pjäsen, inledde Tony Olsson, Jackie Arklöv och Andreas Axelsson i smyg en brutal och grov serie väpnade rån i Sverige. Nilsson hjälpte till att gömma rånbyten och stötta trion. Brotten utfördes på de tämligen obevakade permissionerna, mellan teaterövningar och uppträdanden.

## Premiär, kritik och Malexander
7:3 hade premiär 6 februari 1999 och spelades på en rad olika teaterscener. Handlingen är de tre långtidsdömda fångarna som berättar för en dramatiker (Noréns alter ego i pjäsen), och samtalen handlar om samvete, demokrati, kärlek, rättvisa, sanning, samhället, moral, etcetera. Publiken och recensenterna var dock inte beredda på scener där Olsson och Nilsson förde fram argument för nazismen. Reaktionerna blev upprörda. Vissa kommenterade positivt om pjäsens utforskande av ett mörkt men viktigt ämne och även att skådespelarinsatserna var genuina, men många var upprörda över vad de såg som nazistpropaganda och antisemitiska hat-teorier oemotsagda predikas på teaterscenerna.
Massmedia skrev upprört och pjäsen och främst de skådespelande internerna fick möta en våg av hat. Detta fick destruktiva följder då internerna, som hade hoppats på beröm för sina insatser, var oförberedda på hatet de istället fick motta. Detta gjorde att Olsson och Nilsson förstärktes i sin nazism, istället för att som Noréns tanke varit, få den att avta. I efterhand har många inblandade, inklusive Norén, sagt att det var fel att 7:3 spelades offentligt, att den inte borde ha spelats utanför anstaltsmurarna utan förblivit en intern händelse. 
De många brutala rån som Tony Olsson under teaterperioden begick med Arklöv och Axelsson hade eskalerat sedan starten, och polisen hade gripande av rånarna som hög prioritet. 
Samtidigt som teaterarbetarna och fångarna åkte runt i landet och repeterade och uppträdde blev stämningen enligt en del inblandade olustig nog att de framförde oro samt önskan att avsluta projektet till Norén, som har anklagats för att ha varit naiv med internerna och att ha ignorerat medarbetares farhågor. Denna oro grundades i, säger bland annat producenten som var en av dem som sade ifrån, att fångarna (främst de två nazisterna) blivit mer slutna, ofta smög iväg och höll hemliga privata samtal (där rån planerades), dök upp med nya nazistiska tatueringar och att stämningen i sig blivit orolig för dem som hade ansvar för internerna.
7:3 visades till den 27 maj 1999 då den spelades för sista gången. Följande dag blev också slutet på rånturnén för Olsson, Arklöv och Axelsson när de på permissionen rånade Östgötabanken i Kisa och under flykten försökte mörda en efterföljande lokalpolis med automateld och handgranater, och kort därefter besköt och mördade poliserna Olle Borén och Robert Karlström. Olsson, Arklöv och Axelsson efterlystes i tv och tidningar, och en av Sveriges största polisjakter följde. Alla tre greps på olika platser och dömdes till livstids fängelse.
Kritik riktades mot att mördarnas rånserie kunde ha gjorts möjlig i Noréns teaterprojekt och genom Kriminalvårdens bristande koll på de inblandade fångarna. Kriminalvårdens rutiner för permissioner sågs över och polisens rutiner likaså.
Justitieombudsmannen uttalade senare följande angående Tony Olssons permissioner: "Den omfattning som hans permissioner fick kan inte anses ha varit förenlig med lagstiftarens intentioner med permissionsinstitutet och riskerar att rubba allmänhetens tilltro till kriminalvården. Det måste därför enligt min mening anses ha varit olämpligt att bevilja särskild permission i den utsträckning som skett i förevarande fall."
7:3 har sedan premiären och morden som följde varit en omdiskuterad, ofta negativt omnämnd och kontroversiell del i svensk modern kulturhistoria, och Norén själv nämnde det inte offentligt under många år.

## Rollista
- Reine Brynolfsson
- Mats Nilsson
- Carl Thunberg
- Tony Olsson